# Tout le monde veut devenir un cat
Ev'rybody Wants to Be a Cat
Clip vidéo
[vidéo] « Tout le monde veut devenir un cat - Les Aristochats », sur YouTube
Tout le monde veut devenir un cat, ou Ev'rybody Wants to Be a Cat en version originale, est un standard de jazz américain créé pour le dessin animé Les Aristochats de Walt Disney Pictures de 1970.

## Historique
La musique de la bande originale des Aristochats est composée par George Bruns en collaboration avec les frères Sherman (collaborateurs historiques de Walt Disney Pictures) à l'exception de ce titre, composé par Al Rinker, avec des paroles de Floyd Huddleston, adaptées en français par Christian Jollet : « Tout le monde veut devenir un cat, parce qu'un chat quand il est cat, retombe sur ses pattes, c'est vrai, tout le monde est piqué de c'pas si bien rythmé, tout semble auprès d'lui très démodé, oui, tout le monde veut devenir un cat, parce qu'un chat quand il est cat, retombe sur ses pattes, à jouer du jazz, on devient vite un acrobate... ».
Cette chanson est une référence humoristique et caricaturale au Paris des prémices des années folles des années 1910, avec des passages de jazz, French jazz, music-hall, chanson française, ritournelle, et bal musette parisiens, de swing, de hot jazz, de scat, et de gospel, avec un bœuf et un défilé de parade finale dans les rues de Paris « à casser la baraque ». Elle est interprétée lors d'une soirée féline festive chez Thomas O’Malley, dans son grenier des toits de Paris aux environs de la tour Eiffel, avec Duchesse et ses chatons (Marie, Toulouse, et Berlioz) et ses amis jazzmen chats de gouttière cosmopolites (irlandais, américain, anglais, italien, chinois, et russe) menés par le chat jazzy Scat Cat, et son orchestre de jazz Scats Cats (trompette, clarinette, bandonéon, piano droit, guitare, contrebasse, batterie, harpe...). La voix de Scat Cat (Satchmo Cat, inspiré et prévue à l'origine pour Louis Armstrong et sa trompette) est finalement interprétée par Scatman Crothers, et celle d'O’Malley est inspirée du célèbre accent parisien du chanteur de music-hall Maurice Chevalier qui participe à la chanson (célèbre dans les comédies musicales de Broadway à New York et de cinéma américain de l'époque, avec entre autres son duo I Love Paris avec Frank Sinatra).
En 2013, la version française Tout le monde veut devenir un cat a été reprise par Thomas Dutronc et Laura Smet sur une compilation intitulée We Love Disney. L'année suivante, l'album We Love Disney 2 a proposé trois reprises de la bande originale des Aristochats : Les Aristocats par Olivia Ruiz, Thomas O'Malley par Renan Luce et Gammes et Arpèges par Arielle Dombasle. En 2015, sur la version américaine de l'album We Love Disney, Ev'rybody Wants to Be a Cat est repris par Charles Perry.

## Effectif
- Phil Harris : Thomas O'Malley, chat irlandais (inspiré de la voix de Maurice Chevalier)
- Eva Gabor : Duchesse, chatte parisienne, harpe (voix parlée), et Robie Lester (voix chantée).
- Liz English : chaton Marie (en hommage à Maria Callas)
- Dean Clark : chaton Berlioz (en hommage à Hector Berlioz)
- Gary Dubin : chaton Toulouse (en hommage à Henri de Toulouse-Lautrec)
- Scatman Crothers : Scat Cat, trompette (Satchmo Cat, chat américain, inspiré de Louis Armstrong et sa trompette)
- Lord Tim Hudson : Hit Cat, chat anglais, guitare
- Vito Scotti : Peppo, chat italien, accordéon, bandonéon
- Thurl Ravenscroft : Billy Boss, chat russe, contrebasse
- Paul Winchell : Shun Gon, chat siamois chinois, piano, batterie

## Cinéma
- 1970 : Les Aristochats, dessin animé de Walt Disney Pictures.

## Albums
- 1970 : Les Aristochats, Walt Disney Records
- 2015 : Walt Disney Records: The Legacy Collection
- 2016 : Jazz Loves Disney